# منتخب سيراليون لكرة القدم
منتخب سيراليون لكرة القدم (بالإنكليزية: Sierra Leone national football team) ملقب بأسود ليون وهو المنتخب الوطني في سيراليون ويديره اتحاد سيراليون لكرة القدم. لم يسبق له التأهل إلى بطولة كأس العالم. وقد سبق له التأهل لكأس الأمم الإفريقية ثلاث مرات أولها في تونس عام 1994 ثم في جنوب إفريقيا عام 1996 وأخيراً في الكاميرون عام 2021.

## روابط خارجية
- قائمة بيانات المنتخب من الموقع الرسمي للفيفا باللغة العربية

## طالع
- نعيم خدي